# Kobenz
Kobenz là một đô thị thuộc huyện Knittelfeld trong bang Steiermark, nước Áo. Đô thị Kobenz có diện tích 17,64 km², dân số cuối năm 2012 là 1840 người.